# Dieue-sur-Meuse
Dieue-sur-Meuse est une commune française située dans le département de la Meuse, en région Grand Est.

## Géographie
Dieue-sur-Meuse est un village de 1 500 habitants qui se situe dans la vallée de la Meuse, sur la rive droite du fleuve, à 12 kilomètres de Verdun et à 23 kilomètres de Saint-Mihiel. Le village est traversé par la Dieue, ruisseau qui prend sa source dans la commune de Sommedieue, et par le canal de l'Est, sur lequel un port de plaisance accueille plusieurs plaisanciers chaque été.  
| Dugny-sur-Meuse | Haudainville        |            |
| Ancemont        | Dieue-sur-Meuse     | Sommedieue |
| Les Monthairons | Génicourt-sur-Meuse |            |

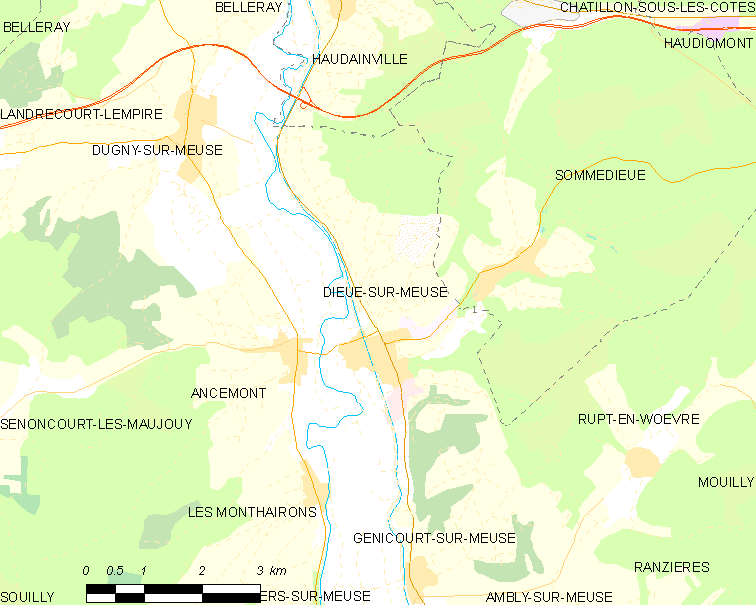
Carte de la commune.
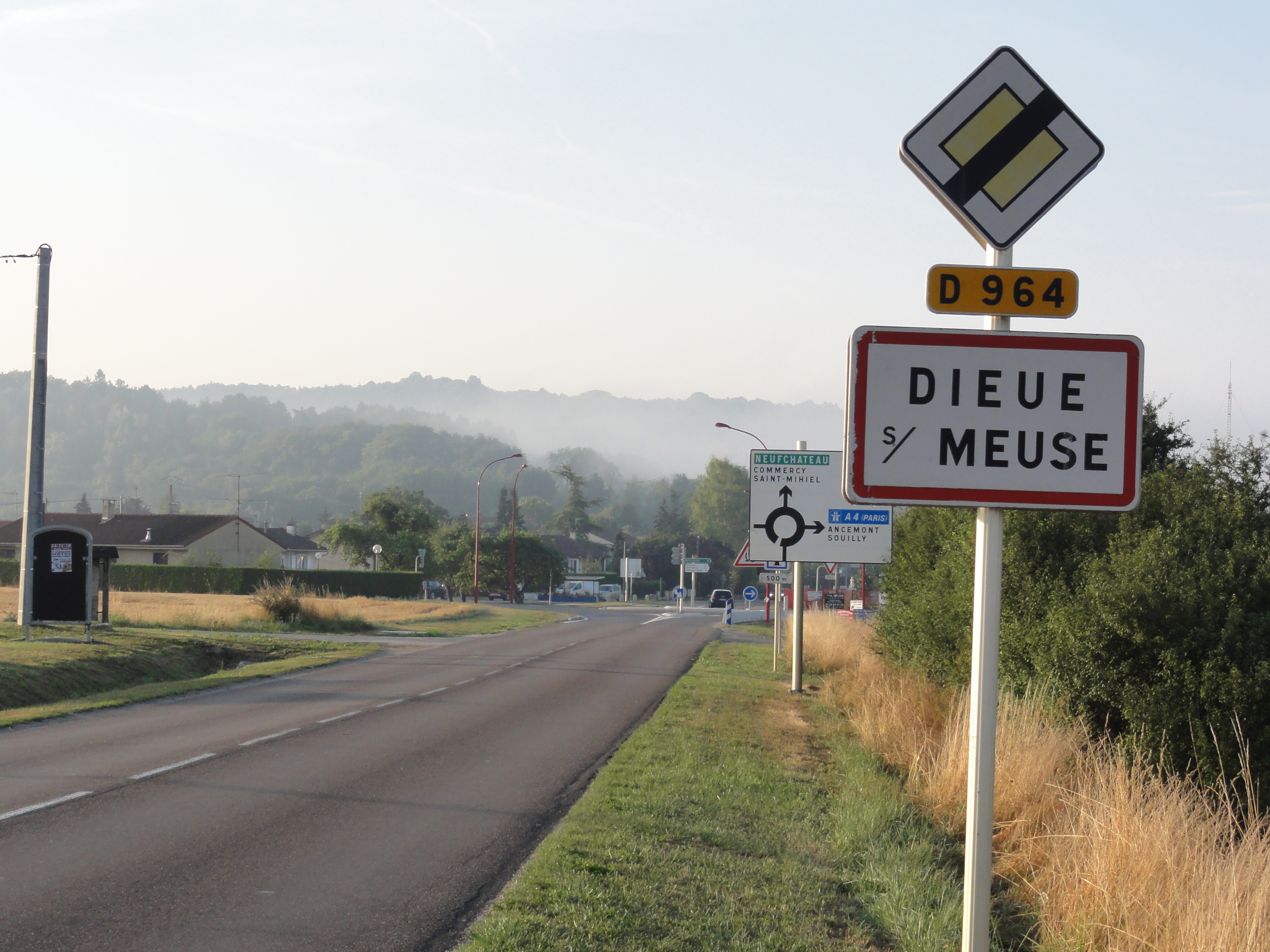
Entrée de Dieue-sur-Meuse.
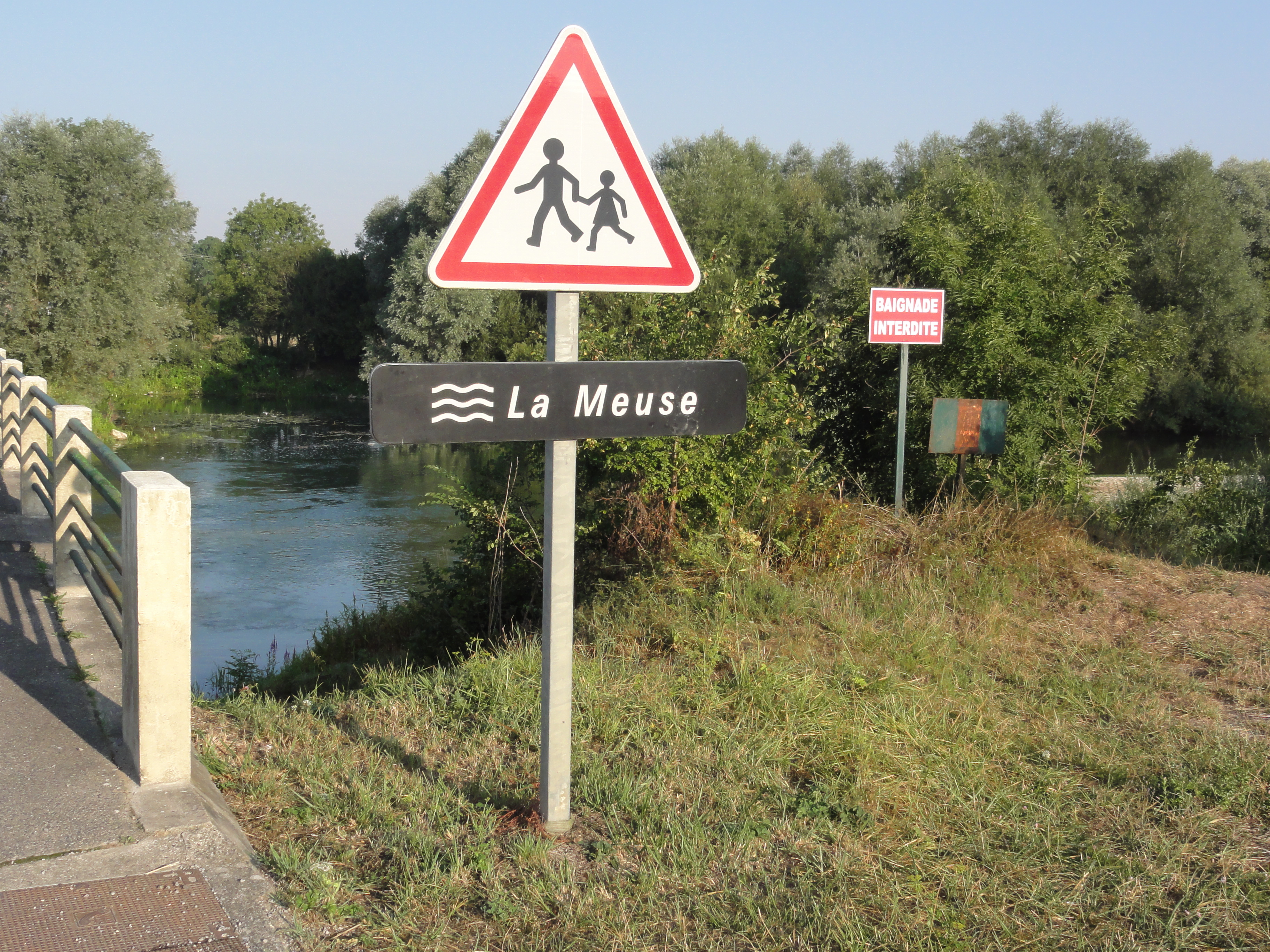
La Meuse à Dieue-sur-Meuse.

### Hydrographie
La commune est dans le bassin versant de la Meuse au sein du bassin Rhin-Meuse. Elle est drainée par la Meuse, le canal de l'Est Branche-Nord, le ruisseau de la Dieue, le Clair Fosse et le ruisseau de Billonneau,.
La Meuse, d'une longueur de 486 km dans sa partie française, est un fleuve européen qui prend sa source en France, dans la commune du Châtelet-sur-Meuse, à 409 mètres d'altitude, et se jette dans la mer du Nord après un cours long d'approximativement 950 kilomètres traversant la France, la Belgique et les Pays-Bas. 
Le canal de l'Est Branche-Nord, d'une longueur de 141 km, est un chenal et un cours d'eau naturel navigable qui relie Givet à Troussey, où il rejoint le canal de la Marne au Rhin. 

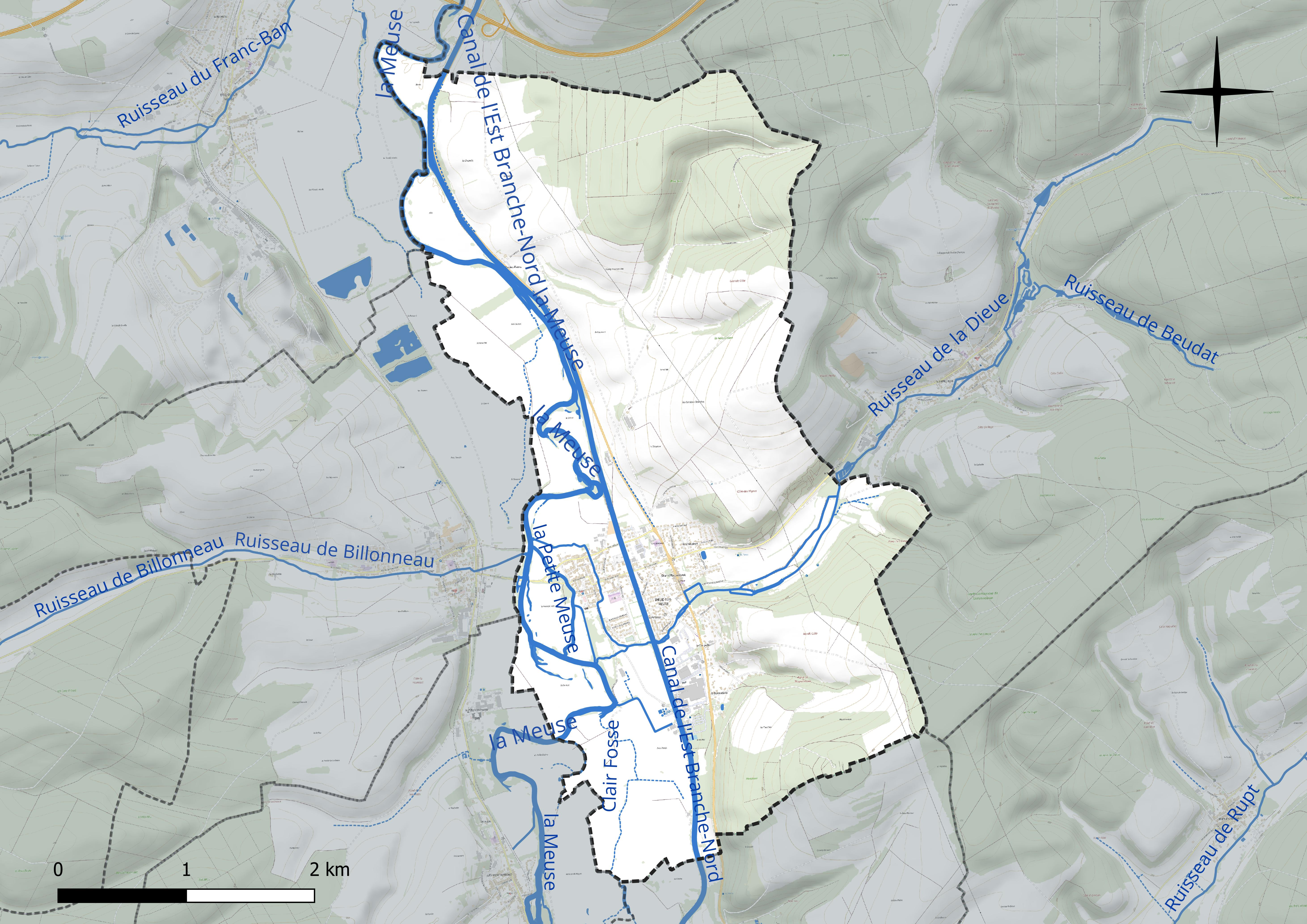
Réseau hydrographique de Dieue-sur-Meuse.

### Climat
Pour des articles plus généraux, voir Climat du Grand Est et Climat de la Meuse.
En 2010, le climat de la commune est de type climat de montagne, selon une étude du Centre national de la recherche scientifique s'appuyant sur une série de données couvrant la période 1971-2000. En 2020, Météo-France publie une typologie des climats de la France métropolitaine dans laquelle la commune est exposée à un climat océanique altéré et est dans la région climatique  Lorraine, plateau de Langres, Morvan, caractérisée par un hiver rude (1,5 °C), des vents modérés et des brouillards fréquents en automne et hiver. 
Pour la période 1971-2000, la température annuelle moyenne est de 9,7 °C, avec une amplitude thermique annuelle de 16 °C. Le cumul annuel moyen de précipitations est de 941 mm, avec 13,7 jours de précipitations en janvier et 9,4 jours en juillet. Pour la période 1991-2020, la température moyenne annuelle observée sur la station météorologique de Météo-France la plus proche, « Bonzée_sapc », sur la commune de Bonzée à 13 km à vol d'oiseau, est de 10,6 °C et le cumul annuel moyen de précipitations est de 783,7 mm. 
La température maximale relevée sur cette station est de 40,6 °C, atteinte le 24 juillet 2019 ; la température minimale est de −17,3 °C, atteinte le 7 février 2012,,. 
Les paramètres climatiques de la commune ont été estimés pour le milieu du siècle (2041-2070) selon différents scénarios d'émission de gaz à effet de serre à partir des nouvelles projections climatiques de référence DRIAS-2020. Ils sont consultables sur un site dédié publié par Météo-France en novembre 2022.

## Urbanisme

### Typologie
Au 1er janvier 2024, Dieue-sur-Meuse est catégorisée bourg rural, selon la nouvelle grille communale de densité à sept niveaux définie par l'Insee en 2022.
Elle est située hors unité urbaine. Par ailleurs la commune fait partie de l'aire d'attraction de Verdun, dont elle est une commune de la couronne,. Cette aire, qui regroupe 103 communes, est catégorisée dans les aires de moins de 50 000 habitants,.

### Occupation des sols
L'occupation des sols de la commune, telle qu'elle ressort de la base de données européenne d’occupation biophysique des sols Corine Land Cover (CLC), est marquée par l'importance des territoires agricoles (64,2 % en 2018), en diminution par rapport à 1990 (65,7 %). La répartition détaillée en 2018 est la suivante : 
terres arables (30,9 %), prairies (30,1 %), forêts (26 %), zones urbanisées (6 %), zones agricoles hétérogènes (3,2 %), zones industrielles ou commerciales et réseaux de communication (2,1 %), espaces verts artificialisés, non agricoles (1,7 %). L'évolution de l’occupation des sols de la commune et de ses infrastructures peut être observée sur les différentes représentations cartographiques du territoire : la carte de Cassini (XVIIIe siècle), la carte d'état-major (1820-1866) et les cartes ou photos aériennes de l'IGN pour la période actuelle (1950 à aujourd'hui).

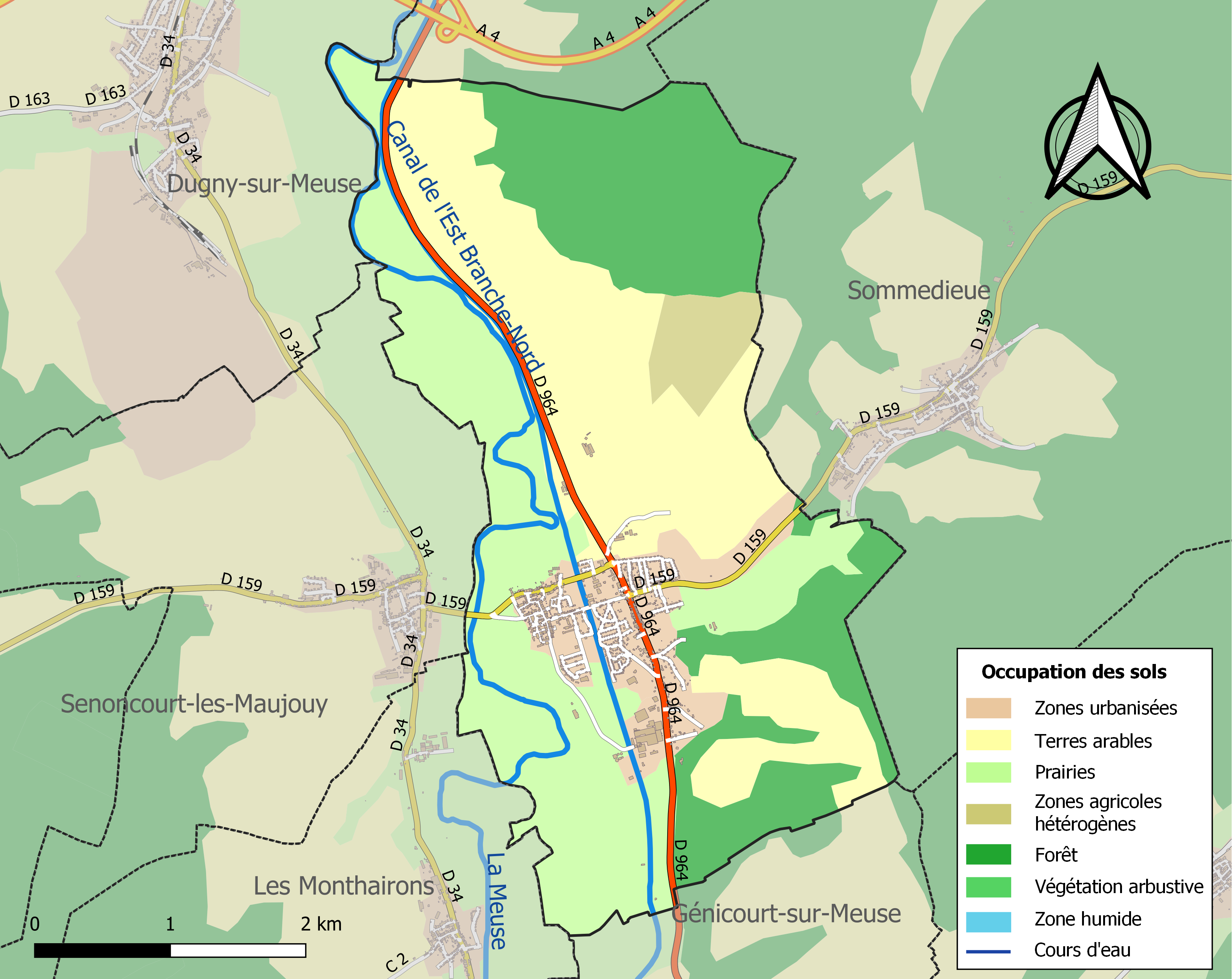
Carte des infrastructures et de l'occupation des sols de la commune en 2018 (CLC).

## Toponymie
Le nom de la localité est attesté sous les formes Ad villam quæ Deva dicitur (Xe siècle) ; Deva-villa (964) ; Deuvia (984) ; Dewia (1177) ; Devia (1179) ; Deia (XIIe siècle) ; Deuwia (1209) ; In nemore nostro de Dewe (1213) ; Diewee (1238) ; Diewe (1253) ; Dyewe (1278) ; Dieve (1301) ; Dieux-sur-Meuze (1515) ; Dieweu, Diweu, Diwe (1549) ; Dieswe (1611) ; Deuve (1656) ; Diewes, Dievium (1738) ; Dieüe (1743) ; Devium (1748) ; Diva-villa (1756).

Le nom de Dieue provient du Gaulois Deva, divine.  Le ruisseau de Dieue passe à Dieue, où il se jette dans la Meuse, Maas ; en wallon, Moûse ; en latin Mosa, un fleuve européen qui prend sa source en France et se jette dans la mer du Nord après un cours traversant la France, la Belgique et les Pays-Bas.

## Histoire

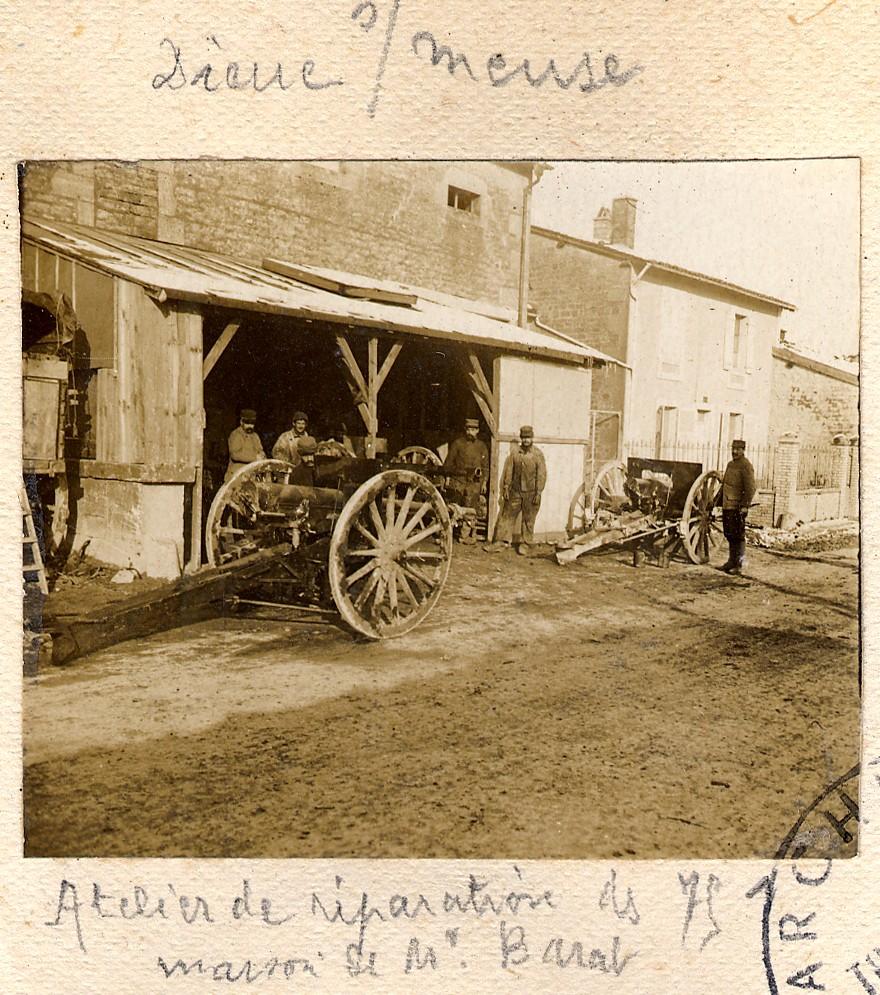
Atelier de réparation de canons en 1916. Fonds Berthelé, Archives municipales de Toulouse.

Les traces de peuplement remontent à l'époque néolithique, mais l'origine de l'agglomération remonte à l'époque gauloise. Son nom se rapporte à un culte rendu à l'eau et à ses vertus curatives. Les fouilles archéologiques entreprises sur son territoire ont par ailleurs révélé l'existence de nécropoles gallo-romaines et mérovingiennes. Jusqu'à la Révolution, le village relève de l'évêché de Verdun et appartient à son temporel ; l'évêché possède notamment à Dieue un château fort, détruit sur ordre de Louis XIII.

## Politique et administration

### Liste des maires
| Période                                  | Période   | Identité           | Étiquette | Qualité    |
| ---------------------------------------- | --------- | ------------------ | --------- | ---------- |
| Les données manquantes sont à compléter. |           |                    |           |            |
| mars 1932                                | mars 1946 | Georges Beaumont   |           |            |
| mars 1965                                | mars 1971 | Leon Loevenbruck   |           |            |
| mars 1971                                | mars 1985 | Tiret André        |           |            |
| mars 1985                                | mars 2008 | Pierre Lombart     |           |            |
| mars 2008                                | mai 2020  | Jean-Claude Dumont | DVD       |            |
| mai 2020                                 | En cours  | Romuald Leprince   |           | Technicien |

## Population et société

### Démographie

#### Évolution démographique
L'évolution du nombre d'habitants est connue à travers les recensements de la population effectués dans la commune depuis 1793. Pour les communes de moins de 10 000 habitants, une enquête de recensement portant sur toute la population est réalisée tous les cinq ans, les populations de référence des années intermédiaires étant quant à elles estimées par interpolation ou extrapolation. Pour la commune, le premier recensement exhaustif entrant dans le cadre du nouveau dispositif a été réalisé en 2005.

En 2022, la commune comptait 1 452 habitants, en évolution de +0,35 % par rapport à 2016 (Meuse : −4,4 %, France hors Mayotte : +2,11 %).
| 1793 | 1800 | 1806 | 1821 | 1831 | 1836 | 1841 | 1846 | 1851 |
| ---- | ---- | ---- | ---- | ---- | ---- | ---- | ---- | ---- |
| 504  | 647  | 698  | 749  | 896  | 915  | 905  | 883  | 890  |

| 1856 | 1861 | 1866 | 1872 | 1876 | 1881 | 1886  | 1891 | 1896  |
| ---- | ---- | ---- | ---- | ---- | ---- | ----- | ---- | ----- |
| 870  | 902  | 907  | 850  | 847  | 915  | 1 052 | 931  | 1 070 |

| 1901  | 1906 | 1911  | 1921 | 1926 | 1931 | 1936 | 1946 | 1954 |
| ----- | ---- | ----- | ---- | ---- | ---- | ---- | ---- | ---- |
| 1 038 | 996  | 1 054 | 847  | 804  | 785  | 841  | 704  | 798  |

| 1962  | 1968  | 1975  | 1982  | 1990  | 1999  | 2005  | 2006  | 2010  |
| ----- | ----- | ----- | ----- | ----- | ----- | ----- | ----- | ----- |
| 1 058 | 1 140 | 1 495 | 1 653 | 1 471 | 1 415 | 1 368 | 1 382 | 1 398 |

| 2015  | 2020  | 2022  | - | - | - | - | - | - |
| ----- | ----- | ----- | - | - | - | - | - | - |
| 1 406 | 1 441 | 1 452 | - | - | - | - | - | - |

## Économie
Dieue-sur-Meuse est une commune dynamique, qui constitue un petit bassin d'emplois pour les villages alentour. Il existe en effet une activité industrielle avec la fromagerie Henri Hutin, ou de travaux publics avec l'entreprise Berthold, qui représentent près de 400 emplois à elles deux. Les petits commerces sont encore présents avec un salon de coiffure, une boulangerie, deux cafés, deux garages, un supermarché. le village dispose également de son dentiste, de trois médecins et d'un cabinet de kinésithérapie.
Dieue possède une chaîne de télévision locale (Télédieue) que l'on peut visionner également sur le net.
L'agriculture est aussi bien implantée, avec de la culture de céréales, de l'élevage bovin et porcin.

## Culture locale et patrimoine

### Lieux et monuments

#### Patrimoine religieux
- L'église de la Décollation-de-Saint-Jean-Baptiste,  datant de 1826, classée monument historique depuis 1908[26]. L'église de style néo-classique possède deux tours carrées. La décoration intérieure, datant des années 1930, est due à Duilio Donzelli et à son fils Dante.
- Le Cimetière désaffecté entourant l'église avec son mur de soutènement est classé monument historique par arrêté du 8 septembre 1929[27].
- Presbytère datant de 1859 avec ses ouvertures et son portail néo-gothiques.
- Calvaire du début XIXe siècle.
- Croix des rogations.

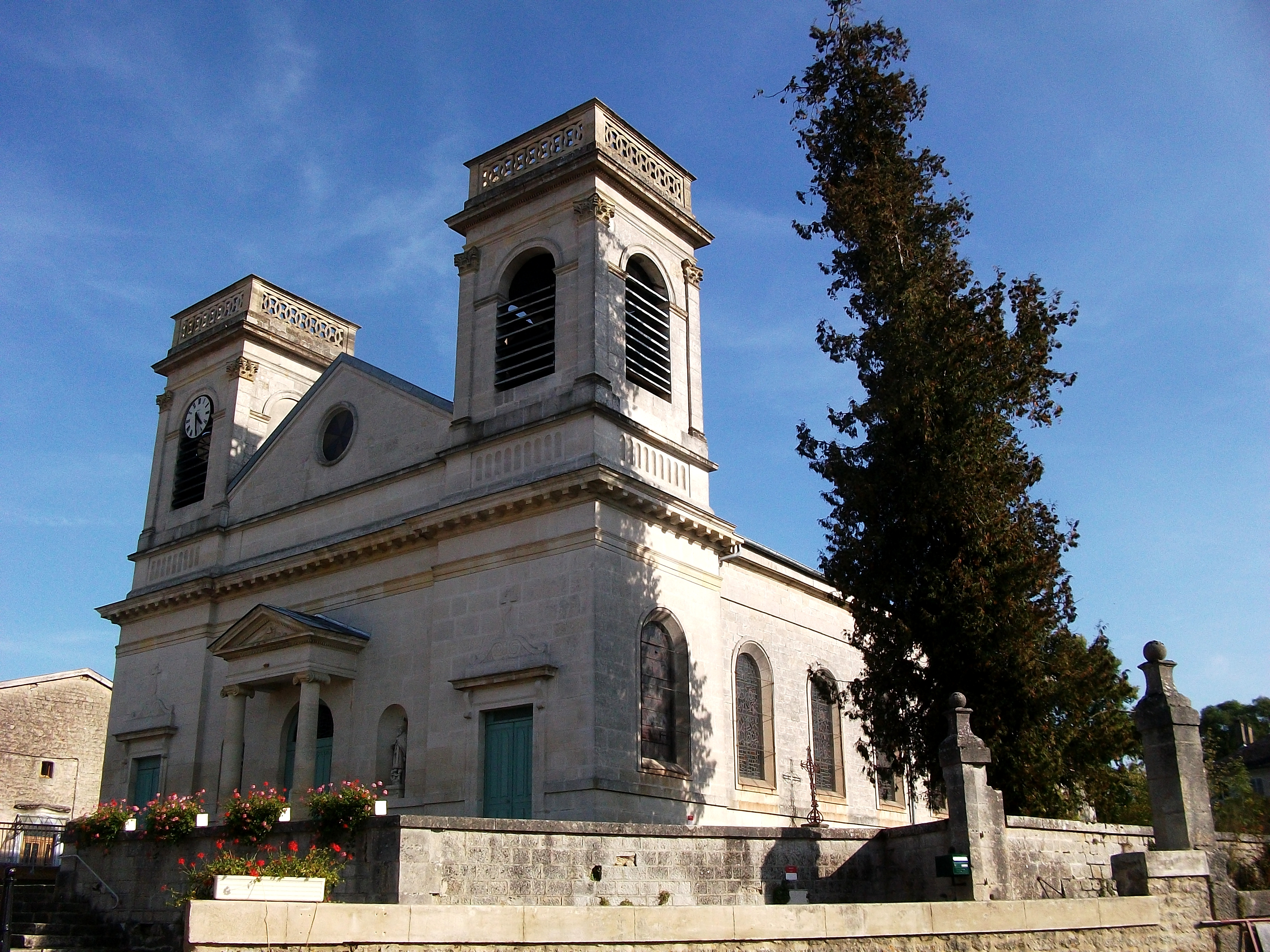
Église de la Décollation-de-Saint-Jean-Baptiste.
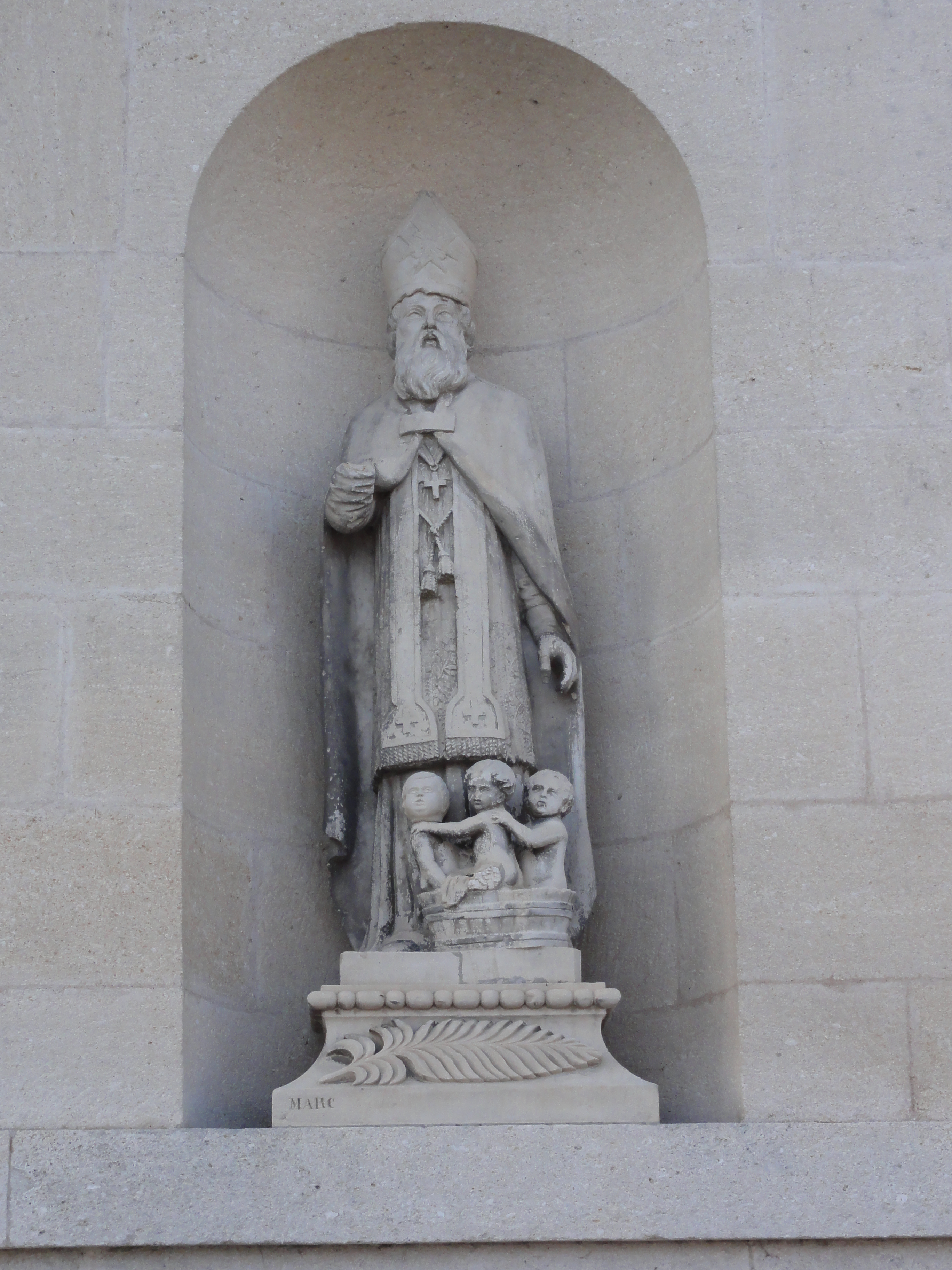
Statue de Saint-Nicolas sur la façade de l'église.
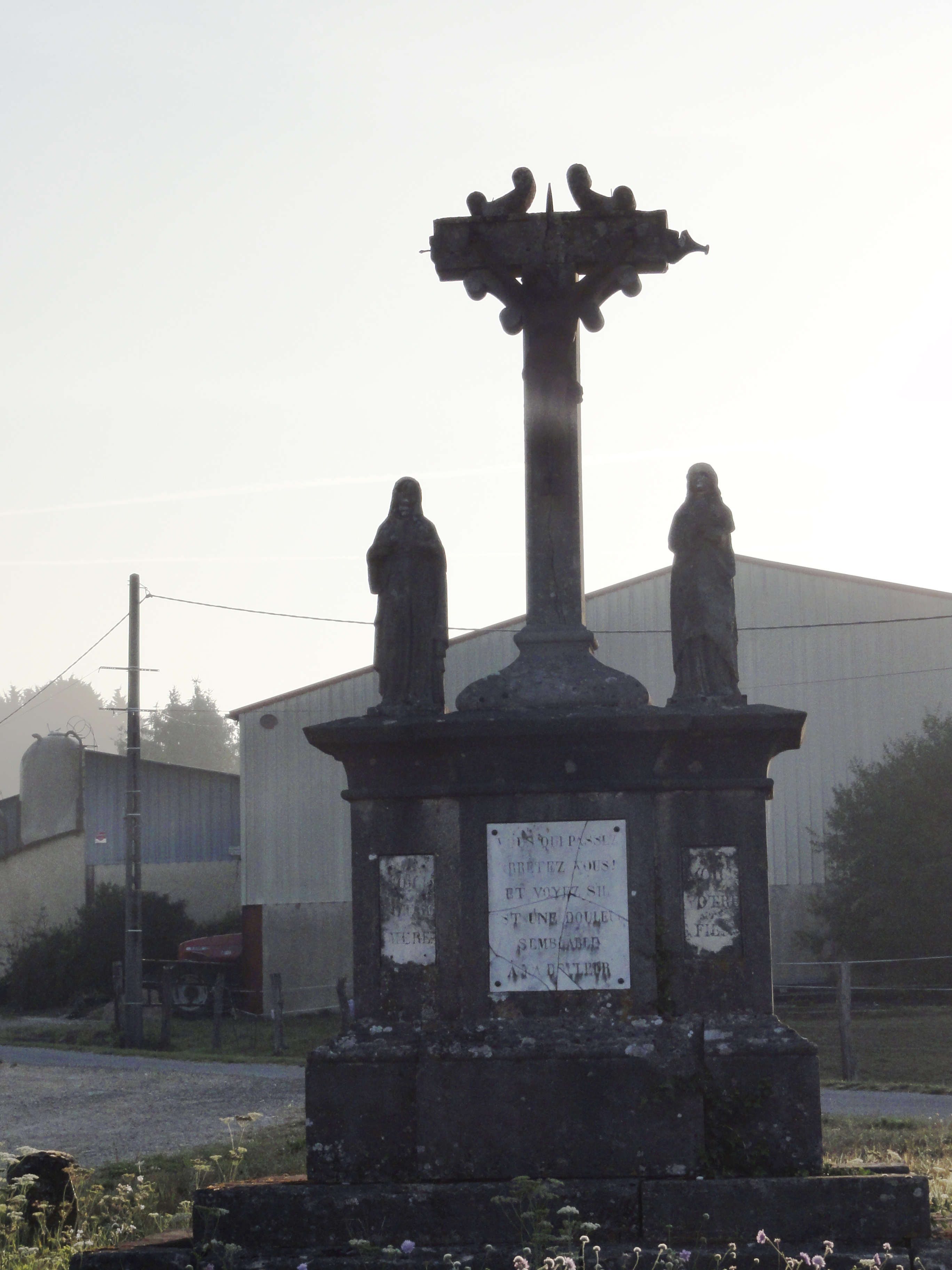
Calvaire.
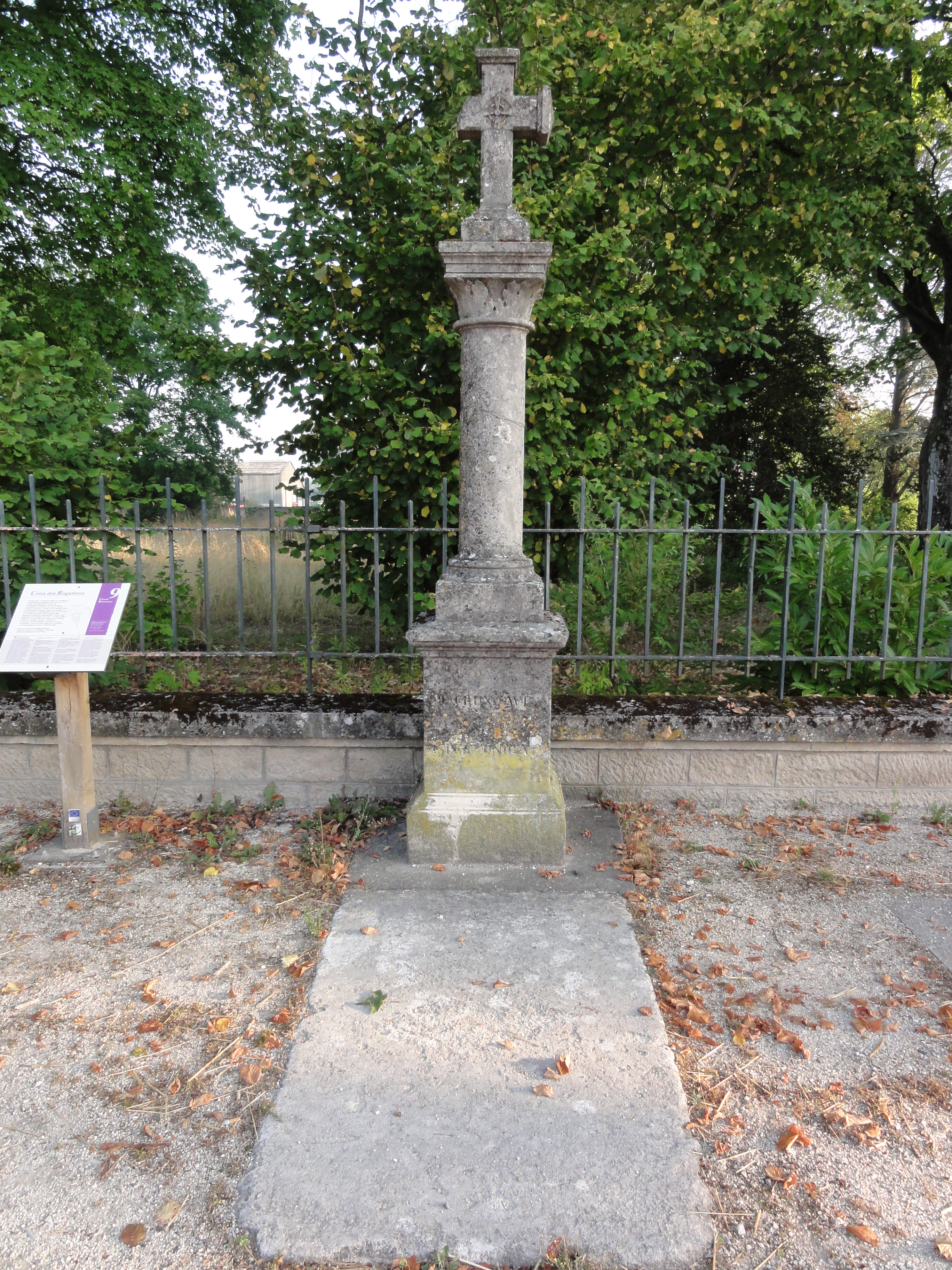
Croix des rogations.

#### Souvenirs de guerre
- Monument aux morts.
- Nécropole nationale de Dieue-sur-Meuse, créée en 1914.
- Le fort de Génicourt, élèment du système Séré de Rivières construit entre 1878 et 1880, et situé en partie sur le territoire de la commune.

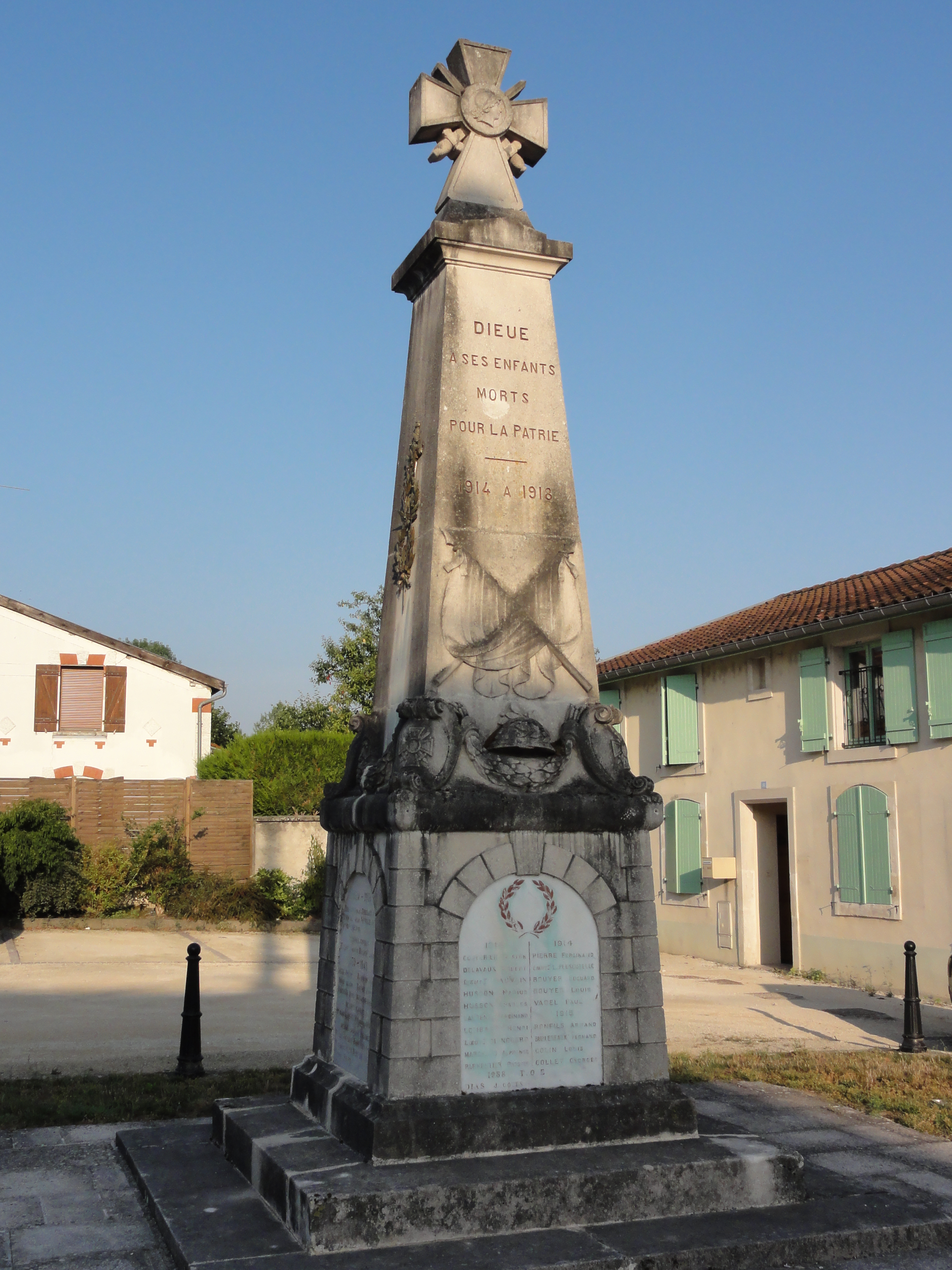
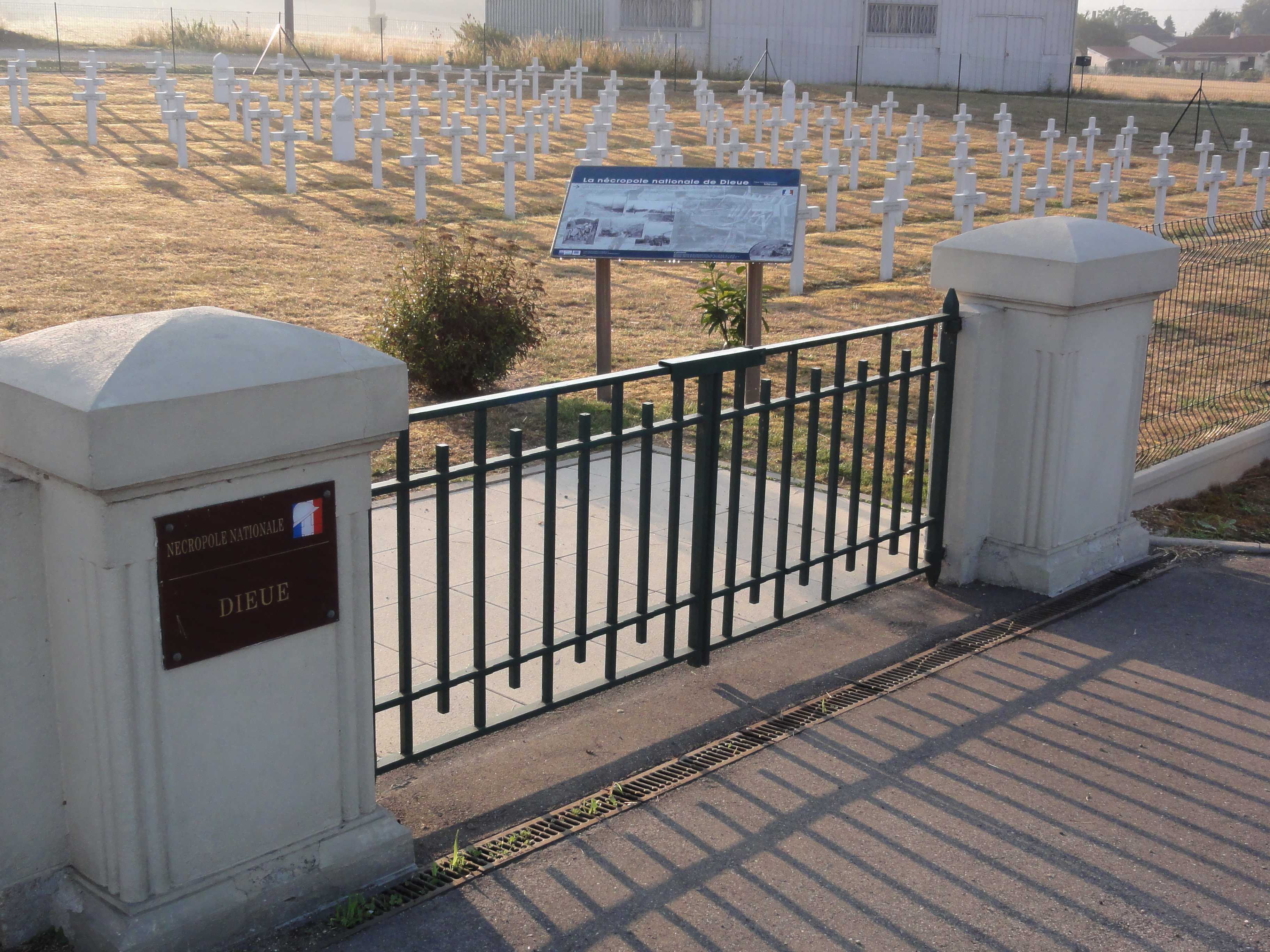
Nécropole nationale, vue d'ensemble.
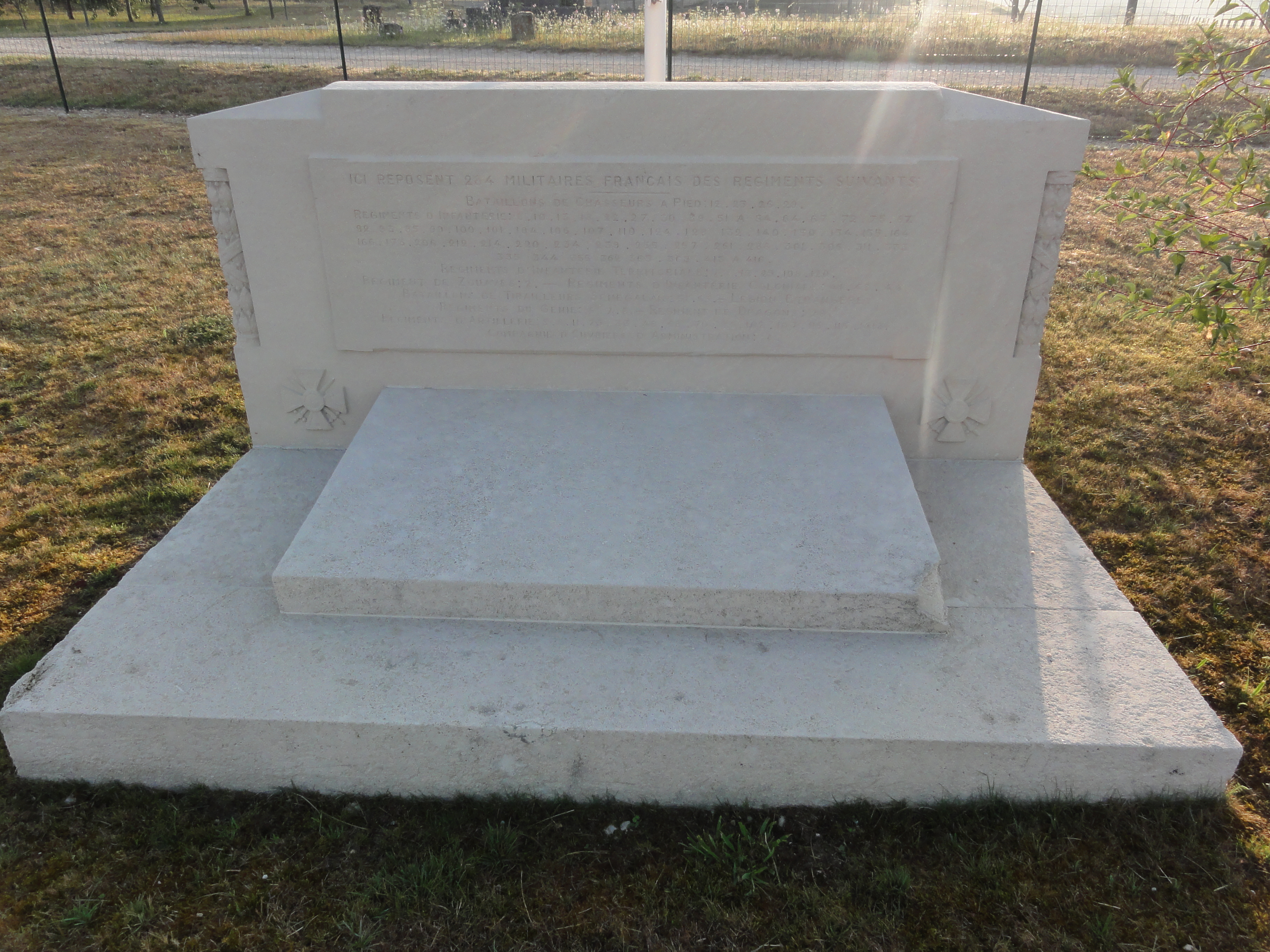
Nécropole nationale, mémorial.

#### Patrimoine civil
- Le château de Dieue-sur-Meuse. Succédant au château de l'évêque de Verdun du XIIIe siècle, détruit sous Louis XIII, et à celui de la famille Du Hautoy, disparu à la Révolution, le château actuel a été construit à proximité de l'église paroissiale, à l'initiative d'Ignace de Bercheny (1689-1778), maréchal de France en garnison à Saint-Mihiel. Le château est occupé au début du XIXe siècle par Nicolas Charles Chavelot, ancien directeur du génie à Verdun, puis par Briot de Montremy, fils d'un ancien député de Verdun. Il est inscrit au titre des monuments historiques depuis 1980[28].
- Plusieurs moulins et lavoirs sur la Dieue.
- Le  port de plaisance et les écluses d'amont et d'aval sur le Canal de l'Est, branche Nord.

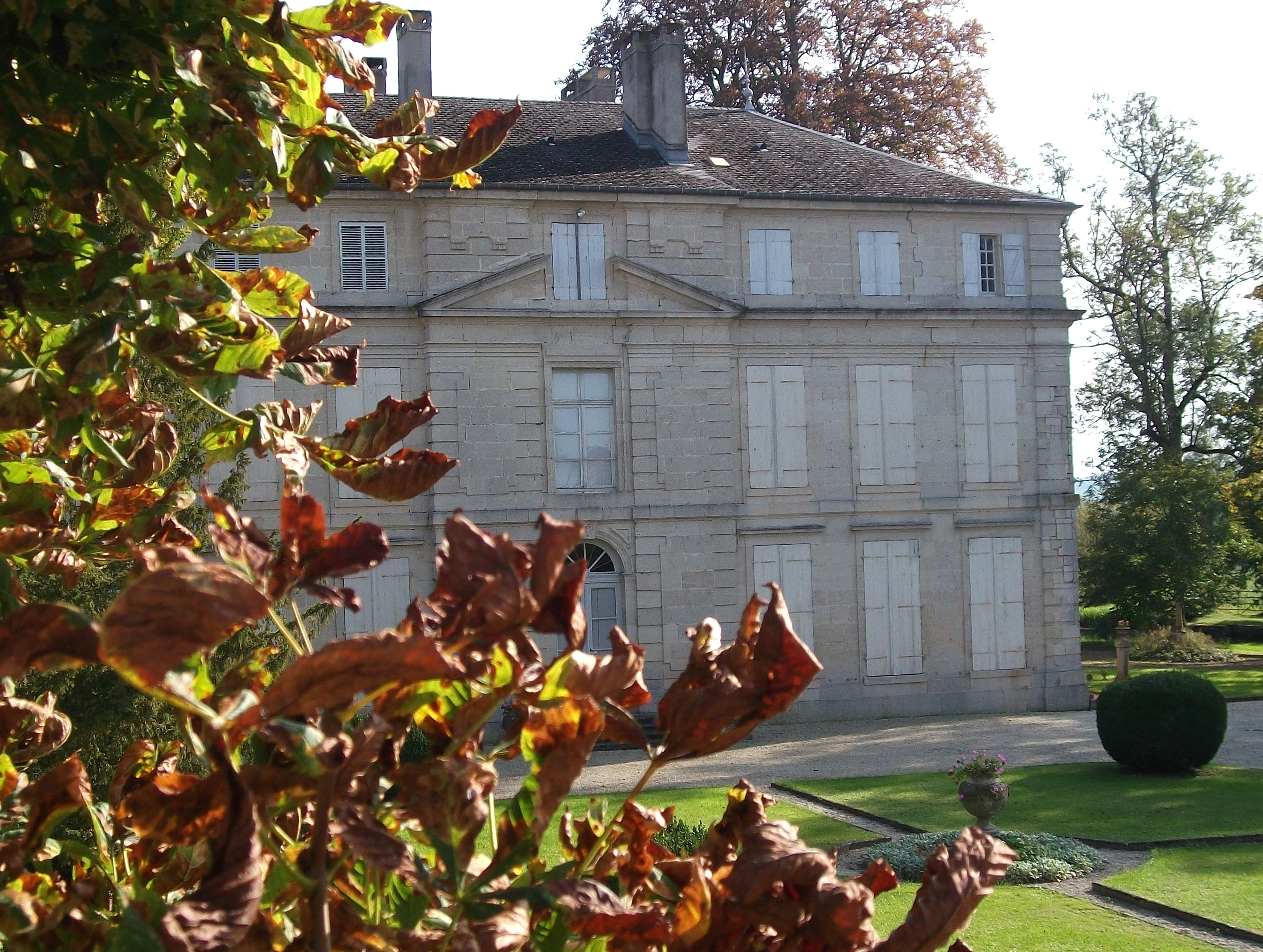
Le château.
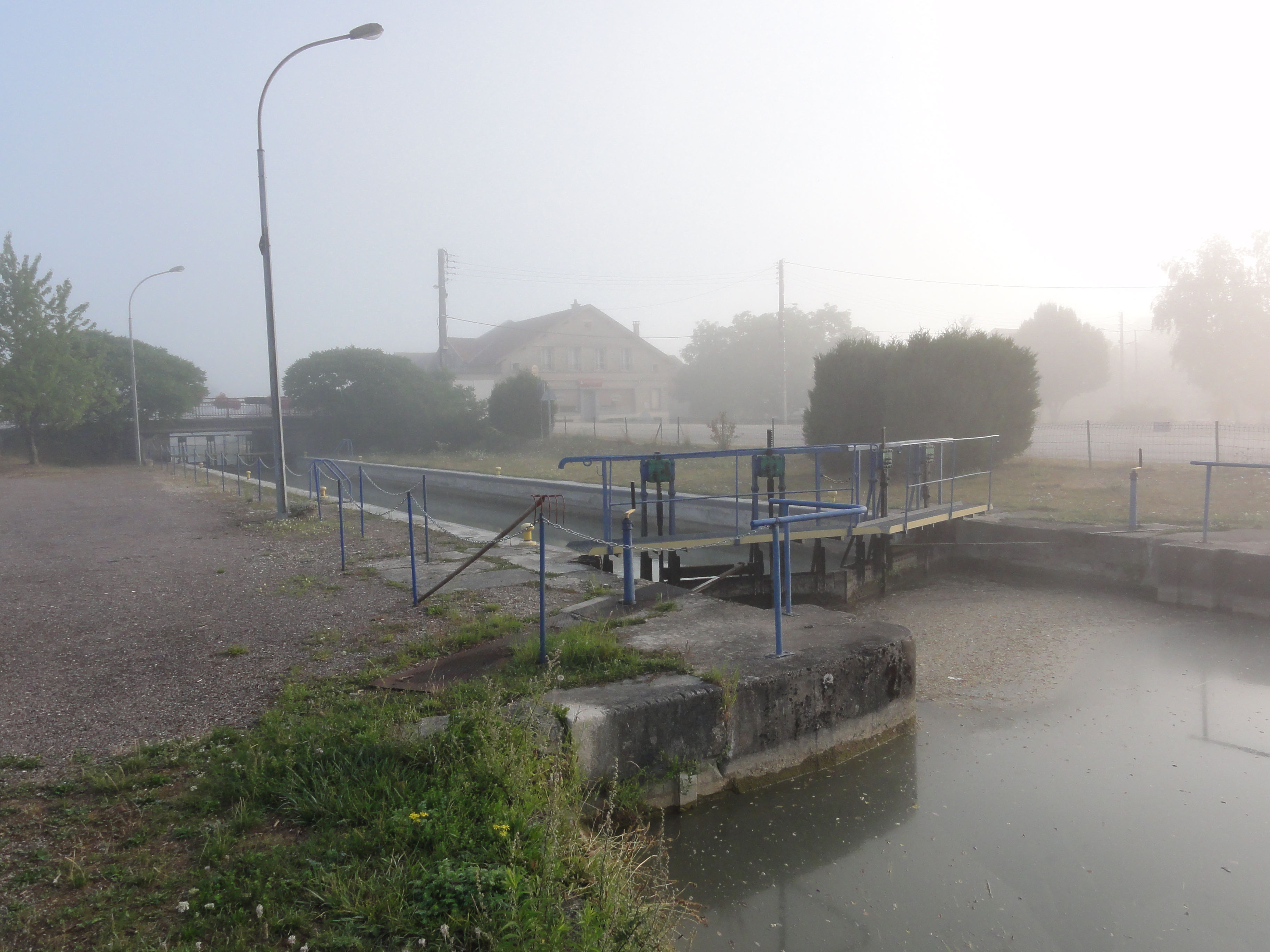
L'écluse Dieue-amont.
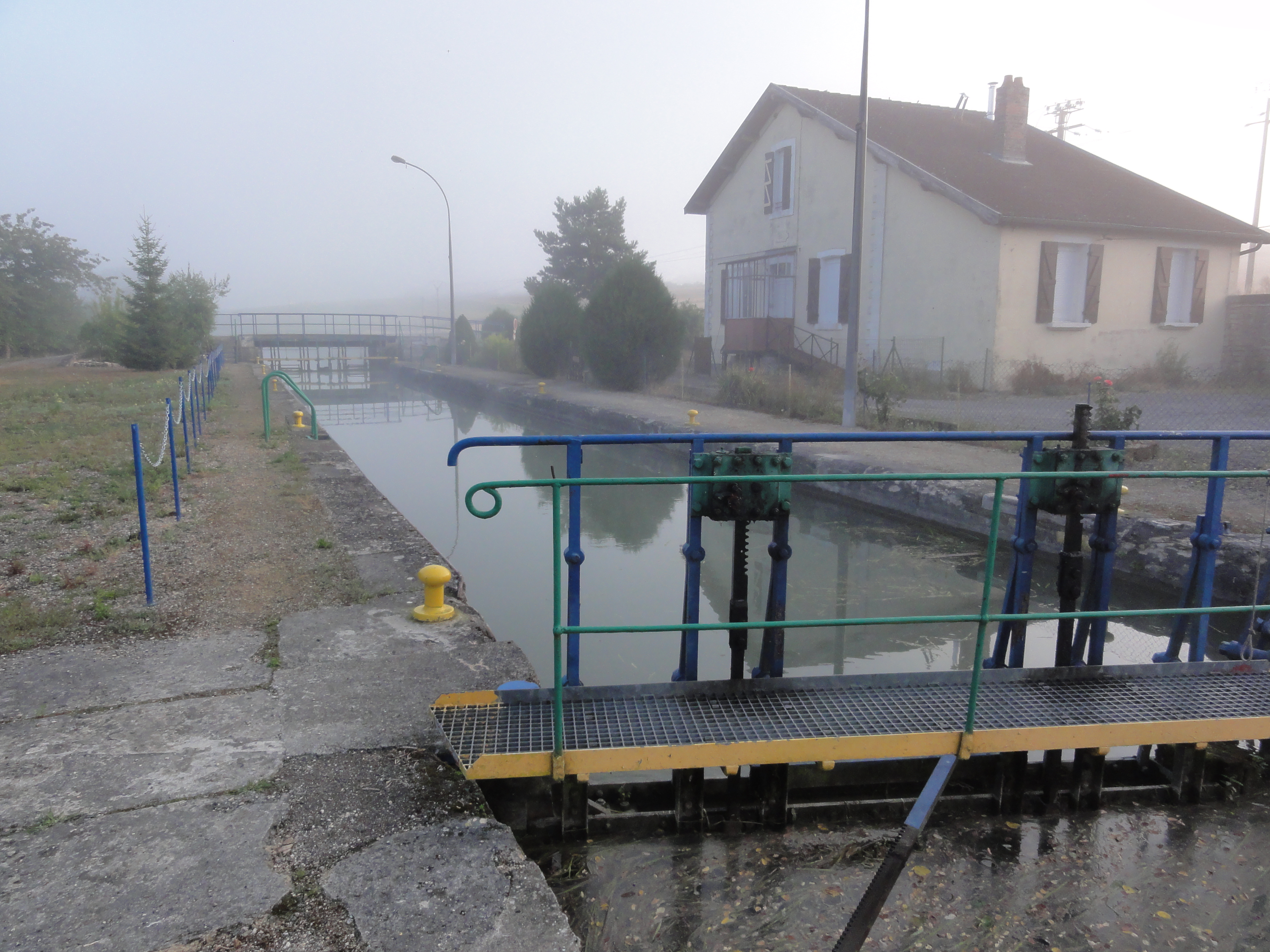
L'écluse Dieu-aval.

### Personnalités liées à la commune
- Alexandre Simonot (1794-1874), homme politique, député de la Meuse de 1849 à 1851.
- Le général Pierre Peslin (1854-1914) repose dans la commune.
- Henri Petitmangin (1874-1937), originaire de la commune, ecclésiastique, agrégé de lettres classiques (reçu 3e) en 1903, il a consacré sa vie à l'enseignement du latin et du grec au célèbre collège Stanislas à Paris. Cet homme extrêmement discret, grand érudit et remarquable pédagogue, publia de nombreux ouvrages qui connurent un remarquable succès d'édition, dont une Grammaire latine complète,  toujours publiée à l'heure actuelle. Son nom est associé aux lettres latines dont il fut un ardent défenseur.